# 薛化元

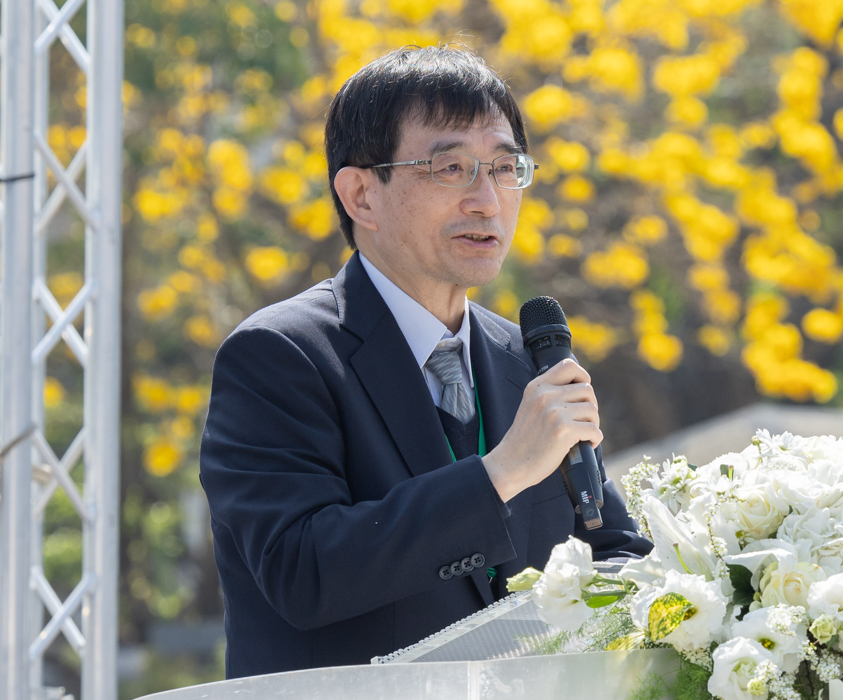
薛化元出席二二八事件77周年中樞紀念儀式

薛化元（1959年—），台灣歷史學家，現任國立政治大學台灣史研究所及歷史學系合聘教授、二二八事件紀念基金會董事長。薛化元長期任教於國立政治大學，曾任國立政治大學文學院院長、歷史學系主任、臺史所所長、民間全民電視公司《民視台灣學堂》之〈戰後初期的台灣〉主講人、立法院委託政大辦理之台灣史碩士學分班授課教師。曾獲政治大學仲尼傑出教學獎。
早年就讀國立政治大學歷史學系，大學時期積極參與社會運動。後來前往國立臺灣大學歷史學研究所攻讀碩博士，師從李永熾教授。除中文著作外，亦有不少外文著作。早期專攻中國近代思想史與憲政史，出版《晚清中體西用思想論》及《民主憲政與民主主義的辯證發展：張君勱思想研究》兩本代表性著作。另一方面，則從事《戰後台灣歷史年表：終戰篇》的主編工作，往台灣史領域發展。當中有關雷震與蔣介石關係的著作，從當時反攻大陸到黨外運動的脈絡論述兩人關係的轉變，掀起一陣二次大戰後台灣政治史史觀議論的熱潮。
2016年政黨輪替後，時任二二八事件紀念基金會董事長陳士魁請辭。董事會於2016年9月30日選出薛化元出任董事長，執行長則由二二八受難者遺族楊振隆接任。

## 著作

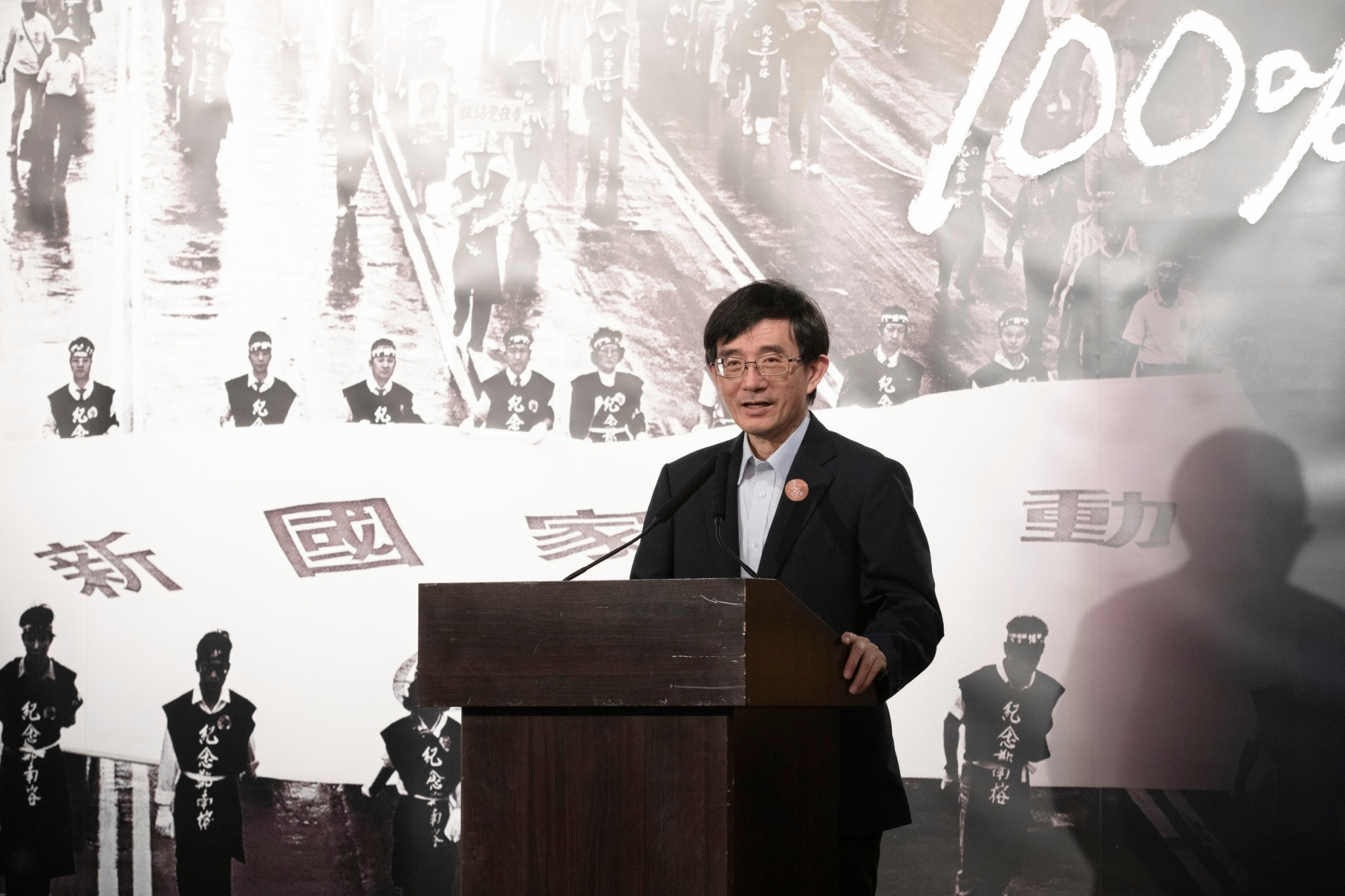
薛化元出席二二八國家紀念館「100%言論自由：鄭南榕和自由時代」特展

- 《雷震與1950年代台灣政治發展：轉型正義的視角》
- 《戒嚴時期「非政治性案件」與轉型正義範圍的省思》
- 《戰後臺灣政治發展的軌跡： 從強人威權體制到名列自由國家之林》